# Génitoplastie
La génitoplastie est l'application de techniques de chirurgie plastique aux organes génitaux et périphériques. Elle peut être reconstructive pour réparer des blessures, des lésions consécutives aux traitements contre le cancer. Elle est également pratiquée pour faire correspondre les organes génitaux des personnes ayant une variation du développement sexuel d'origine congénitale ou hormonale à une norme esthétique subjective définie par le corps médical, et ce malgré la dénonciation de cette pratique qualifiée de mutilante par l'ONU,. Le nombre de génitoplasties demandées par des femmes qui considèrent leurs parties génitales comme inesthétiques sont, après une période de forte augmentation, en déclin depuis 2008. Des sociétés médicales ont pointé la dérive marchande associée à ces pratiques de chirurgie esthétique et leurs conséquences négatives trop souvent éludées par les médecins qui les proposent.

## Exemples de procédures
- Vaginoplastie
- Labiaplastie
- Correction du prolapsus génital
- Hyménoplastie